# Galería de Arte de Alberta
La galería de Arte de Alberta (en inglés: Art Gallery of Alberta, AGA) es una galería de arte abierta al público, localizado en el centro de Edmonton, Alberta, Canadá. Su colección de más de 6000 obras de arte incluye obras históricas y contemporáneas, esculturas, obras de instalación y fotografías de artistas canadienses e internacionales.
La declaración de la galería es: "La Galería de Arte de Alberta crea un ambiente acogedor y atractivo, donde las personas están motivadas para transformar su comprensión del mundo mediante la conexión con las artes visuales". Diseñado originalmente en 1968 con una arquitectura brutalista, obra de Don Bittorf, la galería recientemente se sometió a una renovación de $ 88 millones de dólares que reabrió el 31 de enero de 2010; la remodelación estuvo a cargo de los arquitectos Randall Stout. Se compone de 85 mil metros cuadrados e incluye un restaurante, una tienda propia de la galería, un teatro y 150 asientos.

## Historia
La galería de Arte de Alberta fue fundada en 1924 bajo el nombre El Museo de Arte de Edmonton. Su primera exposición se celebró ese mismo año, en el hotel Macdonald. Más tarde, el museo fue trasladado a otros lugares. En 1956, el museo fue llamado The Edmonton Art Gallery.